# Harrow
Harrow és un districte de Londres, Regne Unit, El districte de Harrow està compost pels següents barris.
| - Belmont - Canons Park - Harrow - Harrow on the Hill - Harrow Weald - Hatch End - Headstone - Kenton - North Harrow | - Pinner - Pinner Green - Queensbury - Rayners Lane - Roxeth - South Harrow - Stanmore - Wealdstone - West Harrow |